# Frederick Montagu (1733-1800)
 (mars 2021).
Pour les articles homonymes, voir Montagu.
Frederick Montagu (juillet 1733-30 juillet 1800) est un député britannique whig.

## Biographie

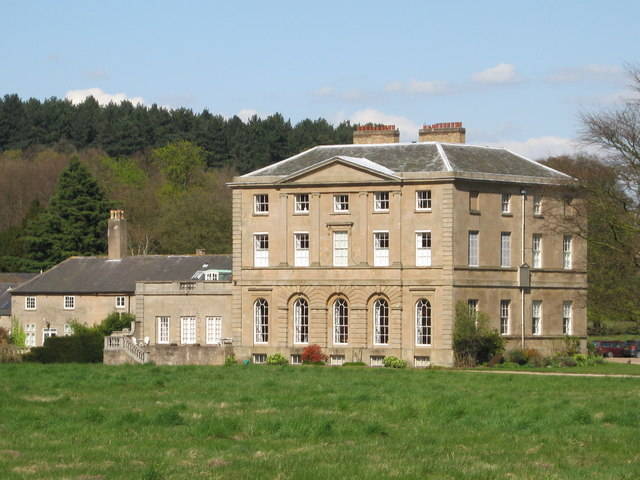
Papplewick Hall, Nottinghamshire

Son père Charles Montagu (de Papplewick) est auditeur général du duché de Cornouailles, tandis que Frederick est prince de Galles et est député de Westminster en 1722, de St. German en 1734, de Camelford en 1741 et de Northampton en 1754, et décéda le 29 mai 1759. La mère de Frederick, Ann Colladon Montagu, bien connue dans la société après la mort de son mari, est une amie intime de Mary, comtesse douairière de Gower (la veuve de John Leveson-Gower (1er comte Gower)), et de Mary Delany, dans sa "Correspondance" publiée, elle figure fréquemment comme "ma Mme Montague", afin de la distinguer de la plus connue Elizabeth Montagu. Sa résidence londonienne est à Hanover Square. Elle est décédée le 31 mai 1780 .
Frederick, fait ses études au Collège d'Eton et au Trinity College, Cambridge. Il semble avoir remporté le prix de déclamation du collège de Paris et son discours est publié à la demande du maître et des boursiers sous le titre «Oratio in laudes Baconi», Cambridge, 1755, 4to. Il est diplômé d'une maîtrise ès arts (MA) par lit. reg. en 1757 .
A Cambridge, Montagu fait la connaissance des poètes Thomas Gray et William Mason. Mason lui doit sa nomination comme chanoine à York en 1762.
Admis avocat au Lincoln's Inn en 1757, Montagu devient conseiller en 1782. Il hérite du domaine de Papplewick en 1759 et succède à son père comme député de Northampton de 1759 à 1767. Il est député de Higham Ferrers de 1768 à 1790 .
En 1763, son cousin, George Montagu-Dunk (2e comte d'Halifax), presse George Grenville de lui obtenir un poste à la chambre de commerce, et il devient par la suite «un partisan dévoué des intérêts de Cavendish et Rockingham». En 1772, il entreprend en vain d'abolir le jeûne du 30 janvier, date de l'exécution de Charles Ier. Le jeûne ne fut aboli qu'en 1859. En 1780, on s'attend à ce qu'il succède à Fletcher Norton (1er baron Grantley) à la présidence de la Chambre des communes. Il devient Lord du Trésor en 1782 sous Charles Watson-Wentworth, 2e marquis de Rockingham, et de nouveau en 1783 dans le gouvernement de William Cavendish-Bentinck. En 1787, il est membre du comité qui prépare les articles de la destitution de Warren Hastings .
Il est populaire dans la société et développe des goûts littéraires. Wraxall le décrit comme «un homme d'une probité distinguée». À sa retraite de la Chambre des communes en 1790, il est nommé conseiller privé et vit principalement dans sa maison de Papplewick Hall, qu'il a reconstruite en 1787. Il exprime son approbation des Réflexions de Burke sur la Révolution en France .
Il est créé docteur en droit civil (DCL) à Oxford le 3 juillet 1793. Il est mort célibataire à Papplewick le 30 juillet 1800 .

## Famille
Une sœur, Ann, décédée le 10 septembre 1786, est l'épouse de John Fountayne, doyen d'York, dont le petit-fils, Richard Fountayne Wilson, hérite du domaine de Papplewick, ainsi que le nom de Montagu .